# راجا سليمان
راجا سليمان (بالإندونيسية: Raja Sulaeman)، الذي يشار إليه أحيانًا باسم سليمان الثالث (بالسنسكريتية: स्ललैअह्، بالبيباين: ᜐᜓᜎᜌ᜔ᜋᜈ᜔، أبيسداريو: سوليمان) (1558-1575)، كان راجا(ملك) أو الحاكم الأعظم لراجانات ماينيلا، في نصف دلتا نهر باسيغ، وظل حاكم حتى وصول المستعمرون الاسبانيون في أوائل 1570. كان سليمان إلى جانب الحكام الثلاثة الآخرين، راجا ماتاندا من ماينيلا ولاكان دولا، الذي حكم لتوندو - واحدًا من الملوك الثلاثة الذين برزوا بشكل كبير في الغزو الإسباني لميناء مانيلا ودلتا نهر باسيغ وفي معركة قناة بانكوساي. السجلات الإسبانية تصفه بأنه الأكثر عدوانية من بين الحكام الثلاثة. وكان الحاكم الأسمى لسكان الأصليين في عصر دلتا نهر باسيغ: أحد ابنائه بالتبني، عمد من قبل أغوستين دي ليغاسبي عندما تحول إلى الكاثوليكية الرومانية، أعلن حاكمًا لباراماونت توندو عند وفاة لاكان دولا، لكن تم إعدام معظم أبناء لاكان دولا ومعظم أبناء سليمان بالتبني من قبل الإسباني بعد تورطهم في ثورة توندو 1587-1588 ، مما ساعد الإمبراطورية الإسبانية على زيادة ترسيخ قبضتها على لوزون ومعظم الأرخبيل الفلبيني.